# Robert Gibson
Robert Gibson (ur. 2 lutego 1986 w Kingston) – kanadyjski wioślarz, wicemistrz olimpijski, trzykrotny medalista mistrzostw świata.

## Osiągnięcia
- Mistrzostwa Świata Juniorów – Banyoles 2004 – czwórka ze sternikiem – 3. miejsce
- Mistrzostwa Świata U-23 – Hazewinkel 2006 – ósemka – 1. miejsce
- Mistrzostwa Świata – Eton 2006 – ósemka – 9. miejsce
- Mistrzostwa Świata – Eton 2006 – czwórka ze sternikiem – 2. miejsce
- Mistrzostwa Świata – Monachium 2007 – czwórka podwójna – 14. miejsce
- Mistrzostwa Świata – Poznań 2009 – ósemka – 2. miejsce
- Mistrzostwa Świata – Bled 2011 – ósemka – 3. miejsce
- Igrzyska Olimpijskie – Londyn 2012 – ósemka – 2. miejsce